# Phyllanthus incurvus
Phyllanthus incurvus là một loài thực vật có hoa trong họ Diệp hạ châu. Loài này được Thunb. miêu tả khoa học đầu tiên năm 1794.